# Federica Rossi
Federica Rossi (* 7. Juni 2001) ist eine italienische Tennisspielerin.

## Karriere
Rossi begann mit sechs Jahren mit dem Tennisspielen und bevorzugt Hartplätze. Sie spielt bislang vor allem auf der ITF Women’s World Tennis Tour, wo sie bislang zwei Doppeltitel gewinnen konnte.
Bei den Australian Open 2019 erreichte sie im Juniorinneneinzel das Achtelfinale, im Juniorinnendoppel zusammen mit ihrer Partnerin Darja Fraiman das Halbfinale.
Ihr Debüt auf der WTA Tour gab sie in der Qualifikation zu den Palermo Ladies Open 2019, wo sie eine Wildcard erhielt. Sie verlor ihr Auftaktmatch gegen Georgina García Pérez mit 0:6, 7:5 und 5:7.

## Turniersiege

### Doppel
| Nr. | Datum           | Turnier  | Kategorie | Belag     | Partnerin                  | Finalgegnerinnen                           | Ergebnis         |
| --- | --------------- | -------- | --------- | --------- | -------------------------- | ------------------------------------------ | ---------------- |
| 1.  | 1. Februar 2020 | Monastir | ITF W15   | Hartplatz | Nuria Brancaccio           | Miriam Kolodziejová Jesika Malečková       | 5:7, 6:3, [10:5] |
| 2.  | 1. Mai 2021     | Antalya  | ITF W15   | Sand      | María Paulina Pérez García | Wiktorija Michailowa Jekaterina Schalimowa | 2:6, 6:4, [10:6] |